# 赫苏斯·罗利安
赫苏斯·罗利安（西班牙語：Jesús Rollán，1968年4月4日—2006年3月11日），西班牙男子水球运动员。他曾代表西班牙参加1988年、1992年、1996年、2000年和2004年夏季奥林匹克运动会水球比赛，获得一枚金牌和一枚银牌。